# Masarykův les (Izrael)

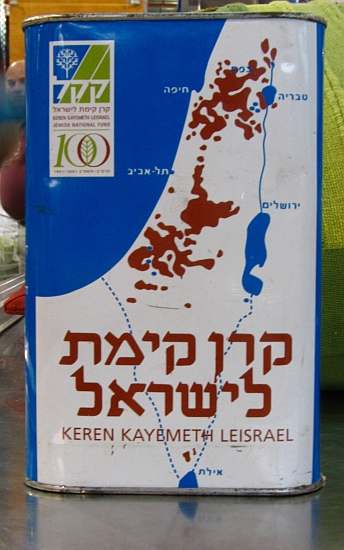
Pokladnička Židovského národního fondu (ŽNF) je symbolem sionistického úsilí v Palestině a Izraeli. Pokladnička (v rozličných provedeních) je také typickým předmětem organizace samotné. ŽNF vznikl 10. ledna 1901 a tato pokladnička byla vyrobena ke stému výročí jeho založení.

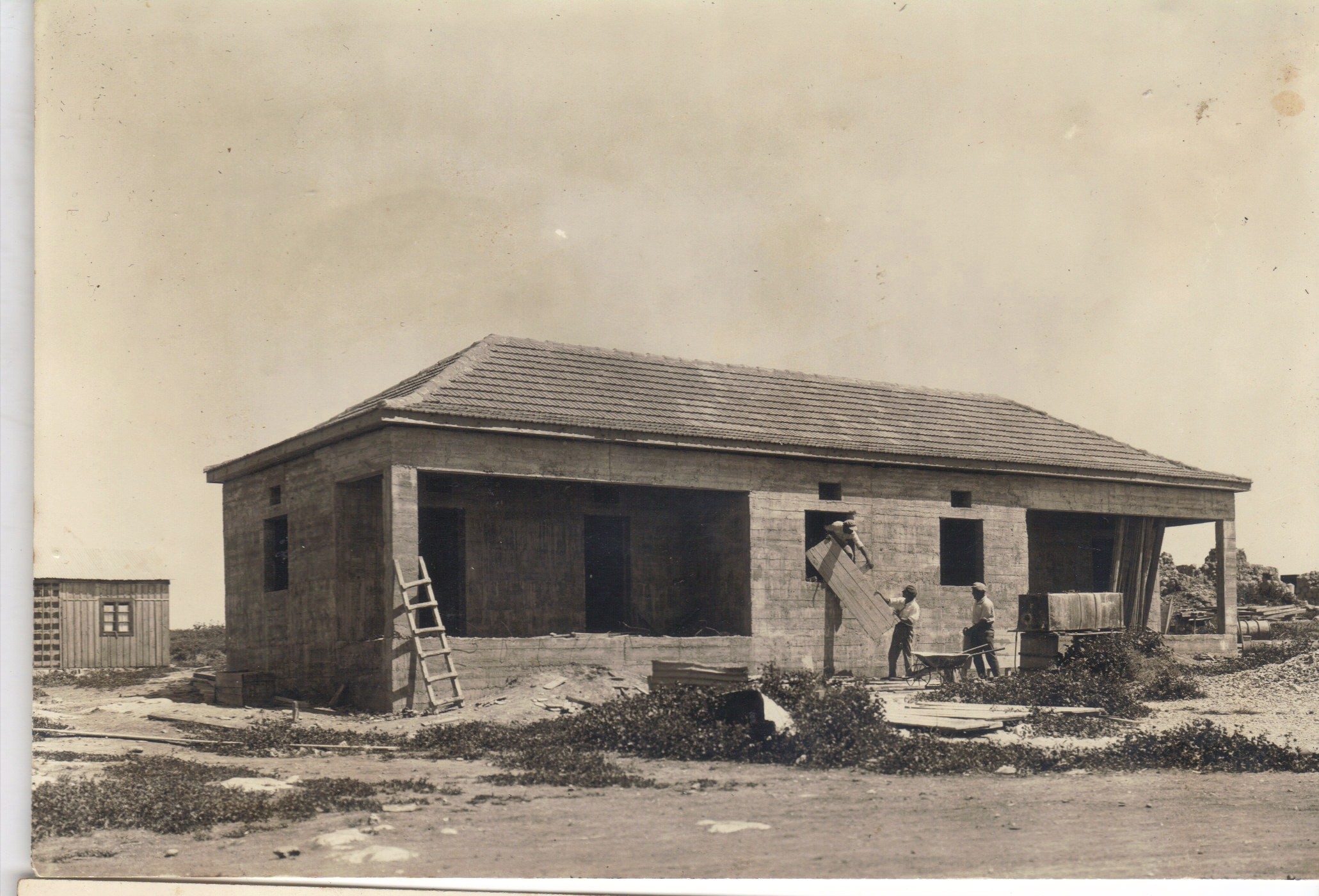
První budova v kibucu Sarid (20. léta 20. století)

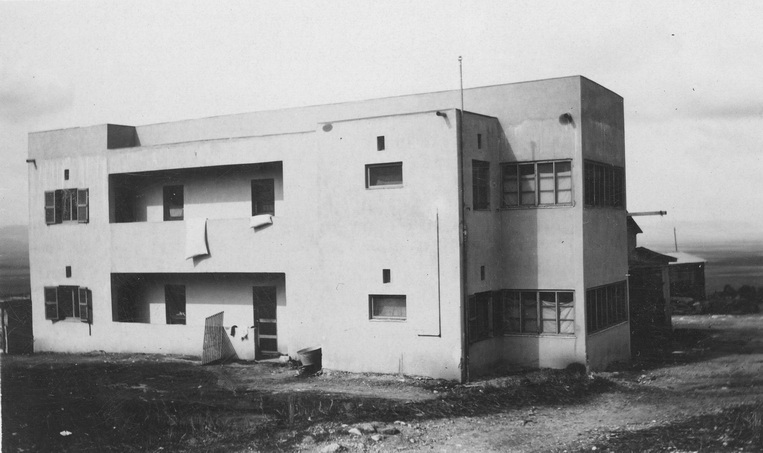
Jedna z budov v kibucu Sarid na dobovém snímku z roku 1930

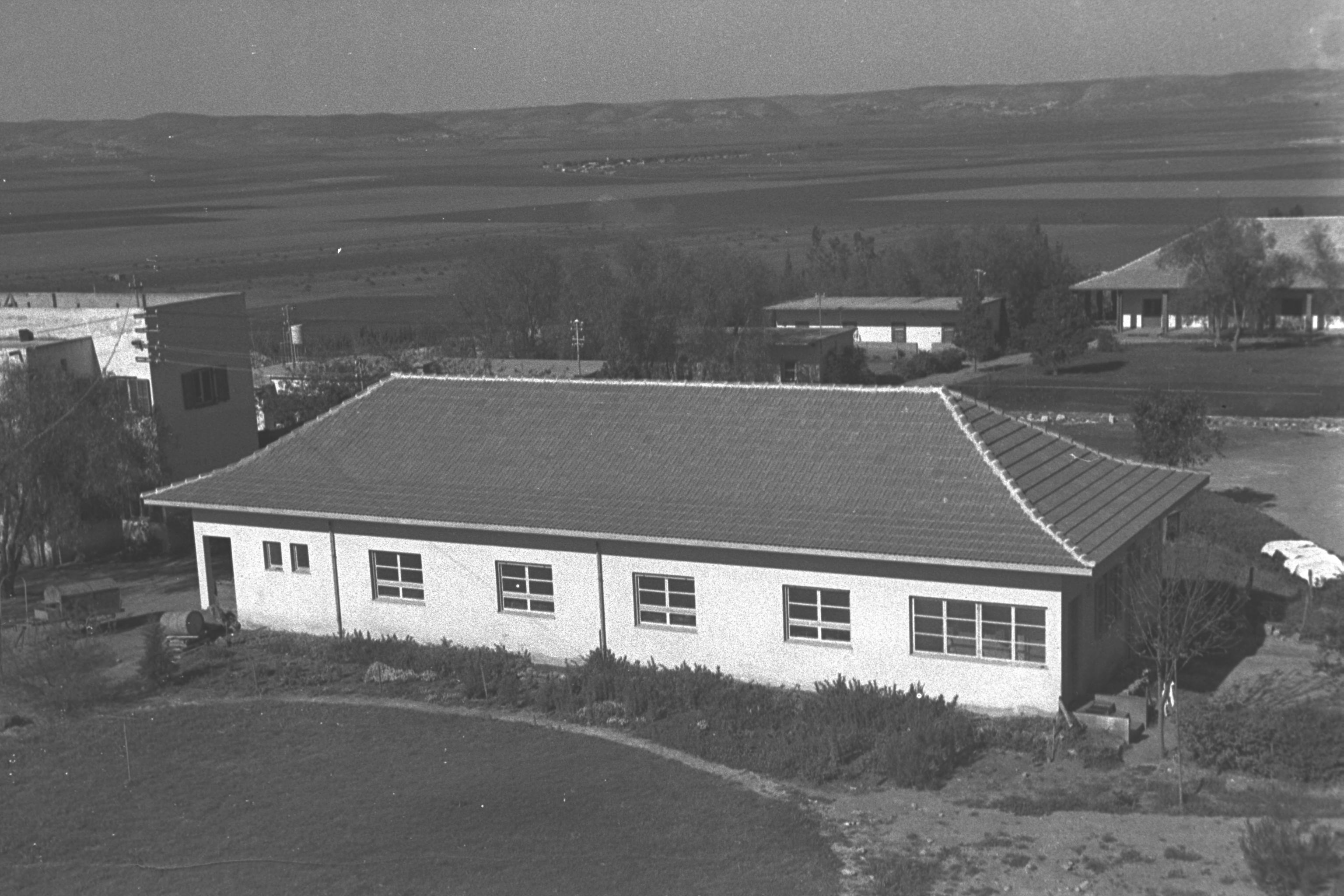
Jedna z budov v kibucu Sarid (rok 1944)

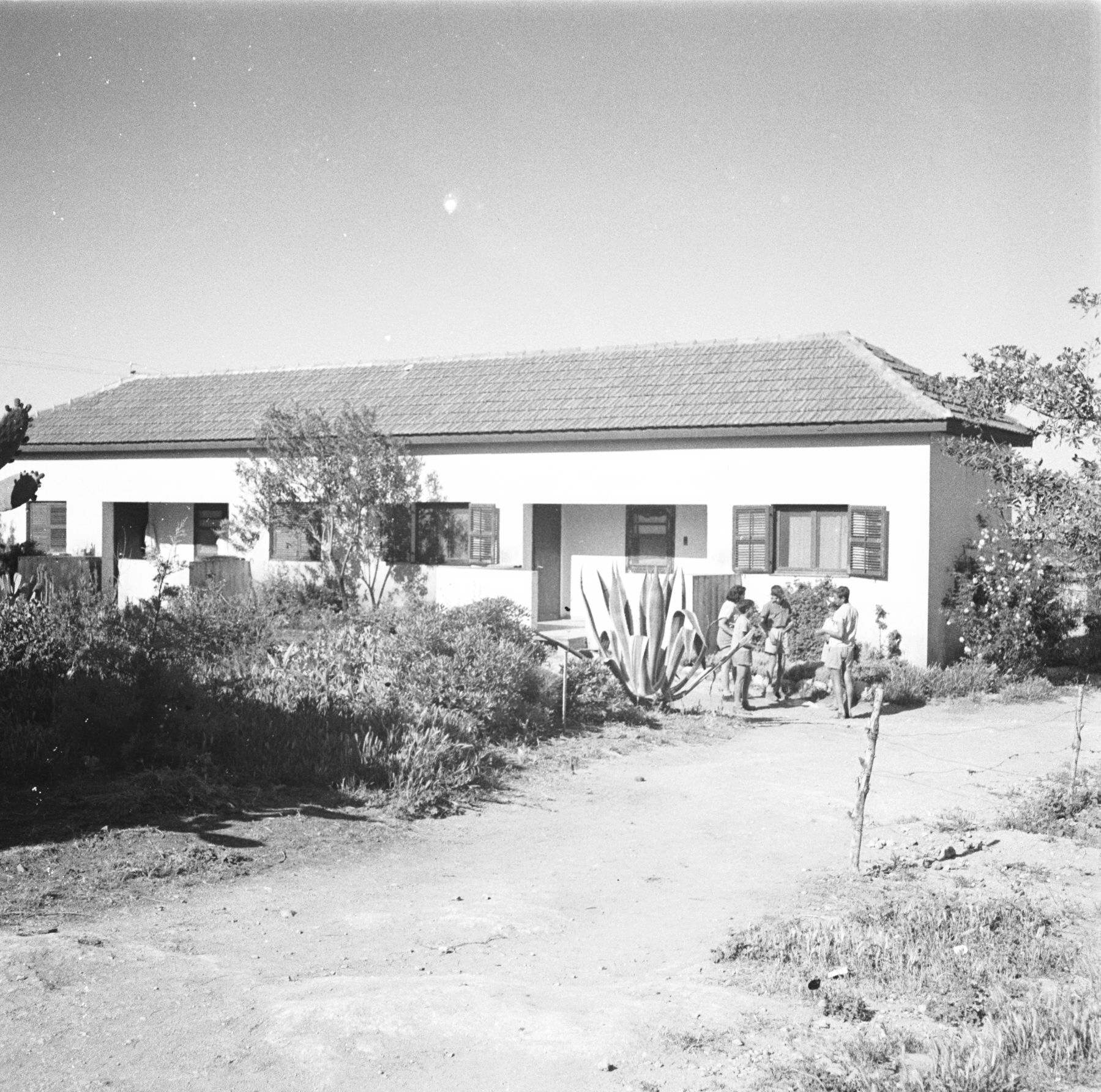
Další z budov v kibucu Sarid (rok 1944)

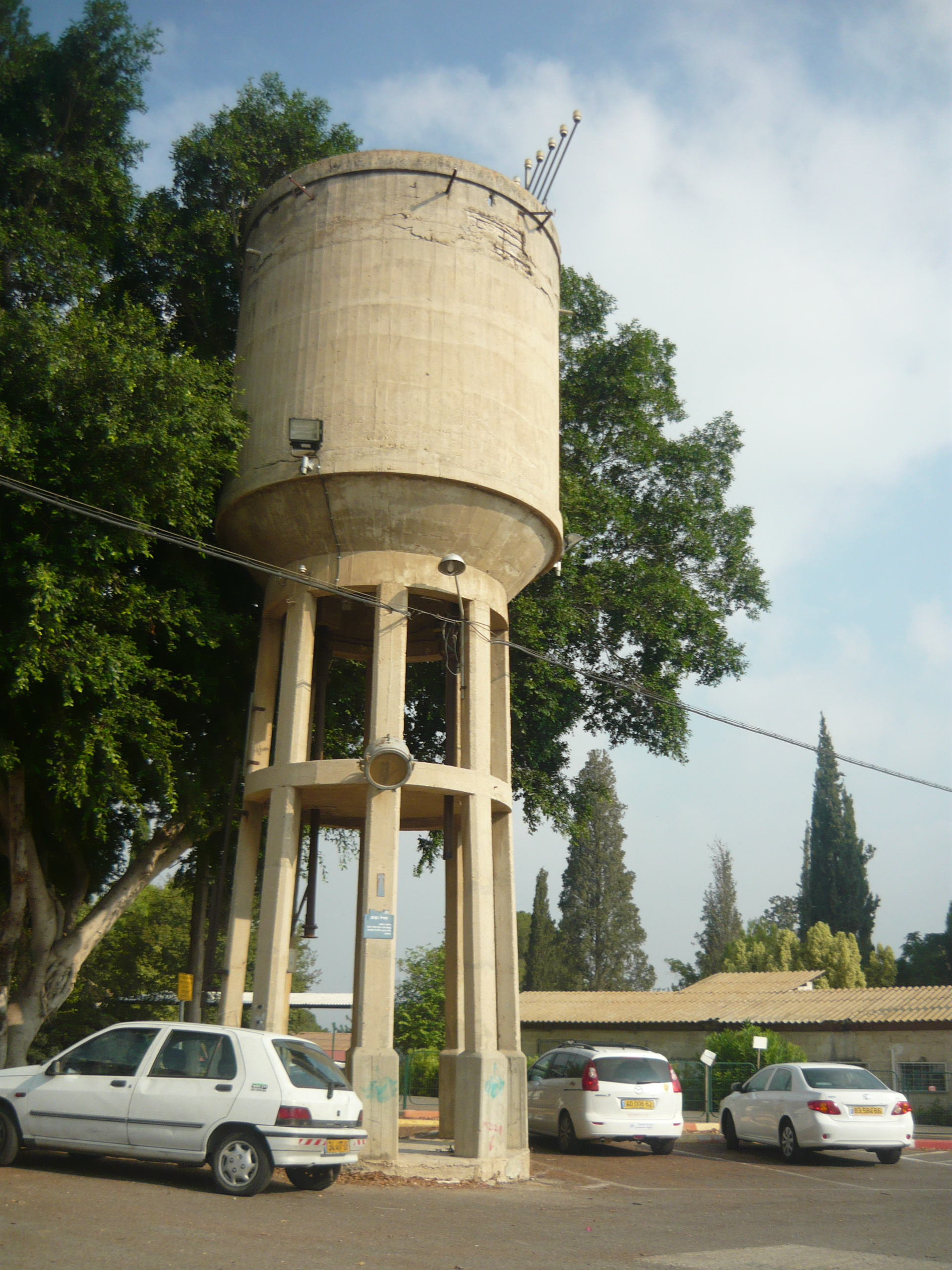
Vodárenská věž v kibucu Sarid (rok 2010)

Masarykův les (areál o rozloze 3,5 hektaru) se nachází na severu Izraele v údolí Jezreel. Byl založen u kibucu Sarid v Britské mandátní Palestině v roce 1930 na základě finančního výnosu sbírky pořádané Československým výborem Židovského národního fondu (KKL-JNF) mezi českými Židy. Na fondem zakoupené půdě byl vysázen les (13 tisíc sazenic olivovníků, sosen a cypřišů) věnovaný československému prezidentu T. G. Masarykovi k výročí jeho 80. narozenin jako uznání jeho zásluh v boji proti antisemitismu a také jako výraz díků za jeho sdílení sionistické vize.

## Otevření Masarykova lesa
Slavnostního otevření Masarykova lesa v dubnu 1930 se účastnil československý generální konzul, představitel Jišuvu (reprezentant židovského obyvatelstva u Britské správy) – Menachem Usiškin (v té době řídil KKL-JNF) a přední osobnosti tehdejší Britské mandátní Palestiny. Masarykův les navazuje na větší Balfourův les.

## Další osud Masarykova lesa
Po druhé světové válce zůstalo na živu jen málo pamětníků prvorepublikových sbírek ve prospěch československé pobočky Židovského národního fondu (KKL-JNF). Postupem času se na Masarykův les zapomnělo a to zejména v důsledku zániku pobočky Židovského národního fondu v Československu na počátku 50. let 20. století, kdy se odehrávaly v zemi protisionistické a antisemitské soudní procesy. V roce 1991 byla obnovena česká pobočka KKL a ta ihned zahájila organizování sbírek finančních prostředků určených na další výsadbu stromů v Izraeli. O Masarykův les se několik desetiletí nikdo nestaral a les zarůstal náletovými dřevinami, keři a pustl i spadanými větvemi.

## Myšlenka revitalizace
V roce 2016 navštívila kibuc Sarid dcera jeho spoluzakladatele RNDr. Michaela Vidláková RNDr. Michaela Vidláková putovala Izraelí po stopách svého otce Jiřího Lauschera. V oblasti kibucu Sarid ji na její cestě doprovázela archivářka z tohoto kibucu. A byla to právě tato žena, kdo Vidlákovou na džungli podobný, zarostlý a zplaněný Masarykův les upozornila. Zanedbaný stav Masarykova lesa přivedl Vidlákovou na myšlenku jeho kompletní revitalizace. Prostřednictvím výkonné ředitelky Českého výboru Židovského národního fondu KKL-JNF Zošy Vyoralové kontaktovala izraelské centrum KKL a projekt obnovy lesa se mohl rozběhnout.

## Obnova lesa a její cíle
Obnova lesa je finančně kryta z peněžních darů a je založena na práci dobrovolníků. Masarykův les (jako dodnes živoucí dar prezidentu T. G. Masarykovi) by se měl stát důstojným místem připomínajícím vztah prezidenta T. G. Masaryka k Izraeli. Areál by měl být místem odpočinku, relaxace a také připomínkou historie jak pro obyvatele okolních sídel, tak i pro turisty. Záměrem bylo v první části předpolí vybudovat lesopark a ve druhé části pak obnovit vlastní les.

### Úklid a odstranění náletových dřevin
První fáze obnovy byla zahájena v roce 2018 (v rámci 100. výročí vzniku Československa a 70. výročí vzniku Izraele). Tato první etapa zahrnovala práci dobrovolníků, kteří se soustředili na vyčištění celého území (tj. především na vykácení nežádoucí náletové vegetace). Na tuto etapu pak navázaly další etapy dosazování (a vysazování) stromů a pozvolné obnovy lesa.

### Koordinační schůzky
Z prvních peněžních darů bylo vybudováno několik set metrů zpevněných cest s lavičkami a pořízen pamětní kámen s informacemi o Masarykově lese a o jeho historii. Koordinační schůzka zástupců KKL-JNF z Čech i Izraele s vedením kibucu Sarid ohledně revitalizace lesa se uskutečnila v březnu 2019. Další postup při obnově lesa projednali v říjnu 2019 představitelé KKL-JNF a zástupci kibucu Sarid. Konečný termín obnovy lesa byl předběžně stanoven na březen 2020 (170. výročí narození T. G. Masaryka).

### Infrastruktura lesa
Kromě revitalizace lesního porostu mají být postupně opraveny lesem vedoucí zpevněné cesty pro pěší (vhodné i pro rodiny s kočárky, děti na kolech i vozíčkáře), vytvořena hlavní bezbariérová přístupová cesta (lemovaná kameny s informacemi o historii lesa), zřízeno parkoviště a vybudován vstupní vzpomínkový areál (obložený přírodním kamenem). Je počítáno i s odpočinkovým místem, lavičkami (rozmístěnými po celé délce procházkové trasy), informačním systémem, naváděcími cedulkami a informačními tabulemi. Ty mají návštěvníkům připomenout historii a vznik Masarykova lesa, vztah České republiky a Izraele a také poskytnout základní informace o osobnosti T. G. Masaryka. Veškeré doprovodné texty mají být v hebrejštině a v angličtině.

### Donátoři
U vstupu do lesa by měl stát kamenný pylon, na němž budou umístěny i „donátorské plakety“ (alternativní variantou jsou jen kameny s plaketami). Prostřednictvím plaket bude vzpomenuto na všechny štědré dárce, kteří k obnově lesa finančně (či jiným způsobem) významně přispěli (či se o jeho „zmrtvýchvstání“ zasloužili).

## Mendelova univerzita v Brně
S revitalizací Masarykova lesa pomáhají i dobrovolníci – odborníci z řad studentů Lesnické a dřevařské fakulty Mendelovy univerzity v Brně. Masarykův les (ŠLP Křtiny) (nacházející se nedaleko moravské obce Křtiny) vlastní i Mendelova univerzita v Brně. Oba lesy tak nejspíše budou pojítkem mezi partnerskou obcí Křtiny a izraelským kibucem Sarid.

## Dovětek
Zalesňování Izraele se věnuje také projekt „Český les“, jehož výsadba byla zahájena v 90. letech 20. století a který je součástí velkého lesního areálu Jatir na severním okraji Negevské pouště. V tomto projektu bylo ke konci roku 2018 vysazeno více než 20 hektarů borového lesa.